# Cantonul Les Abymes-2
Cantonul Les Abymes-2 este un canton din arondismentul Pointe-à-Pitre, Guadelupa, Franța.

## Comune
- Les Abymes (parțial)